# 陽のあたる場所 (米倉千尋の曲)
「陽のあたる場所」（ひのあたるばしょ）は、米倉千尋の14thシングルである。初回盤は「巻き帯ステッカー（封神演義）」仕様になっている。

## 収録曲
1. 陽のあたる場所
  - 作詞・作曲：米倉千尋、編曲：門倉聡
  - テレビアニメ「仙界伝 封神演義」キャラクターソングのセルフカバーで、後のキャラクタービデオ集エンディング曲になる。
  - 5thアルバム『apples』には、特に明記されていないが、リミックス収録されている。
  - ベスト・アルバム『BEST OF CHIHIROX』には、オリジナルバージョンとして、収録されている。
2. WILL〜acoustic version〜
  - 作詞：鵜島仁文・米倉千尋、作曲：鵜島仁文、編曲：笛吹利明
  - 10thシングルで、テレビアニメ「仙界伝 封神演義」オープニング主題歌をアコースティックバージョンとして、再収録している。
3. 陽のあたる場所（instrumental）